# Anamur (plaats)
Anamur is een plaats in de provincie Mersin en telt 35.789 inwoners (2007).
De naam is afgeleid van het Griekse anemos, dat wind betekent. Volgens een legende woonde in deze stad een volk dat de wind aanbad. Toen de Grieken er kwamen, kreeg het deze naam.
In Anamur worden onder meer bananen en aardbeien verbouwd. De stad is in trek bij Turkse toeristen uit Ankara en Konya.